# Rundfunkjahr 2011

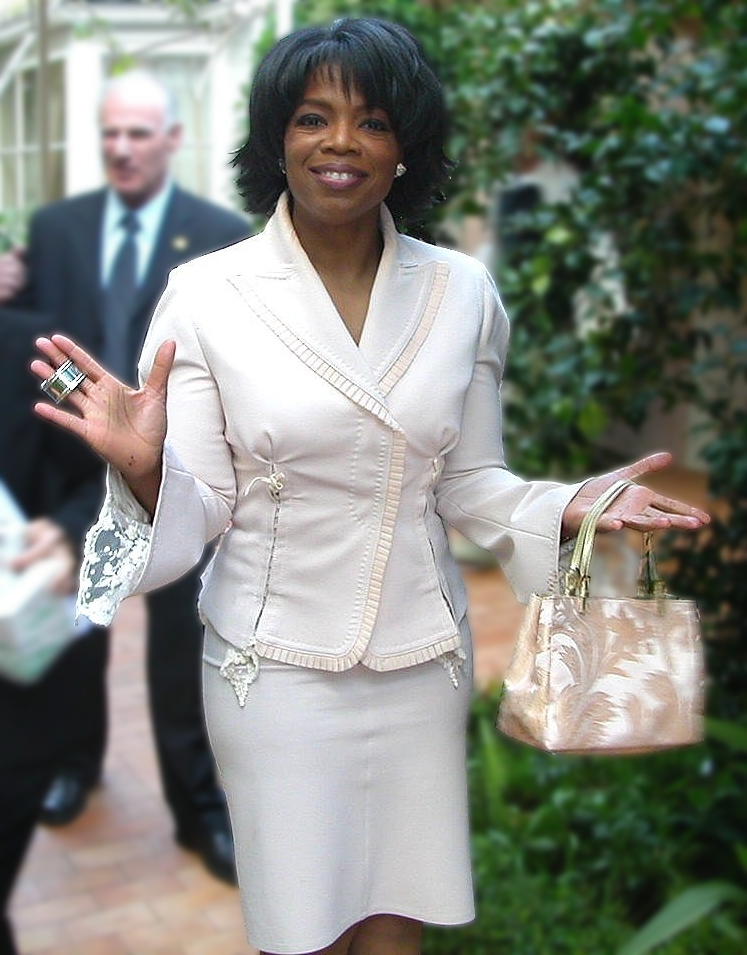
2011: The Oprah Winfrey Show wird nach 25 Jahren eingestellt

Liste der Rundfunkjahre

◄◄ | ◄ | 2007 | 2008 | 2009 | 2010 | Rundfunkjahr 2011 | 2012 | 2013 | 2014 | 2015 | ► | ►►

Weitere Ereignisse

## Allgemein
- 01. Januar – In Ungarn nimmt die von der Regierungspartei Fidesz ins Leben gerufene umstrittene Medienkontrollbehörde ihre Tätigkeit auf.
- 11. März – Das Tōhoku-Erdbeben nahe der Ostküste von Honshū (Japan) erreicht eine Magnitude von 9,0. Hörfunk und Fernsehen in aller Welt berichten ausführlich über dieses Ereignis, insbesondere über die Nuklearkatastrophe von Fukushima.
- 08. Juni – Die Video-on-Demand-Website Kino.to wird wegen des Verdachts der Bildung einer kriminellen Vereinigung und des Verdachts auf gewerbsmäßige Verletzung des Urheberrechts vom Netz genommen. Die Polizei führt dabei in vier Ländern Razzien und Hausdurchsuchungen durch.
- 07. Juli – James Murdoch gibt wegen eines Abhörskandals die überraschende Einstellung auf den 10. Juli der britischen Wochenzeitschrift News of the World 168 Jahre nach der Gründung des Blattes im Jahr 1843 bekannt.
- 30. Juli – Die NATO bezeichnet die vom staatlichen Rundfunk Libyens (LJBC) produzierten Beiträge als „Terrorsendungen“ („terror broadcasts“) und bombardiert deren Satellitenanlagen in Tripolis. LJBC behauptet, dass bei dem Angriff drei Angestellte getötet und 15 verwundet worden seien.[1]
- 09. August – Der Stiftungsrat des ORF bestätigt ORF-Generaldirektor Alexander Wrabetz mit einer Mehrheit von 29 Stimmen für weitere fünf Jahre im Amt. Wrabetz ist nach Gerd Bacher erst der zweite ORF-Chef, dem eine Wiederwahl gelingt.[2]
- Oktober – Nach der Ausstrahlung des Films Persepolis durch das in weiten Teilen der arabischsprachigen Welt empfangbaren tunesische Nessma TV kommt es zu Demonstrationen und tätlichen Angriffen gegen den Sender.
- 02. November – Auf die Redaktionsräume der französischen Satirezeitschrift Charlie Hebdo wird ein islamistisch motivierter Brandanschlag verübt. Hintergrund dürfte der Abdruck einer Mohammed-Karikatur auf der Titelseite des Blattes sein.
- 10. November – Bei der Verleihung des Bambi 2011 an den Rapper Bushido in der Kategorie Integration kommt es zu offenen Protest auf der Bühne von Rosenstolzsänger Peter Plate, der Bushido wegen seiner frauen- und schwulenfeindlichen Texte als nicht preiswürdig kritisiert. Auch der Sänger Heino, der mit dem Bambi 1990 ausgezeichnet wurde, schließt sich der Kritik an und gibt den Preis unter der Begründung zurück, dass er nicht mit einem „gewalttätigen Kriminellen“ wie Bushido „auf eine Stufe“ gestellt werden wolle.[3][4]
- 19. Dezember – Das Ungarische Verfassungsgericht erklärt Teile des neuen Mediengesetzes für verfassungswidrig. Es sei zu beanstanden, dass Journalisten unter bestimmten Voraussetzungen ihre Quellen gegenüber einer staatlichen Aufsichtsbehörde offenbaren müssen.[5]
- 23. Dezember – Die von ORF-Chef Alexander Wrabetz angekündigte Bestellung des SPÖ-nahen Stiftungsrates (Aufsichtsgremium) Niko Pelinka zu seinem Bürochef sorgt für heftige Kritik nicht nur unter ORF-Mitarbeitern, die die journalistische Unabhängigkeit des Senders in Gefahr sehen, auch internationale Medien greifen den Fall auf.[6][7]

## Hörfunk
- 21. Januar – Die Canadian Broadcasting Corporation (CBC) schließt ihre letzten DAB-Kanäle.
- 01. April – Mit der ARD-Infonacht startet das vierte Gemeinschaftsnachtprogramm im ARD-Hörfunk.
- 19. April – Der Gründer der HörDat, Herbert Piechot, wird für sein ehrenamtliches Engagement mit dem Bundesverdienstkreuz ausgezeichnet. Die Hörspieldatenbank umfasst zurzeit 32.000 Titel und verzeichnet 2.000 Anfragen pro Tag.[8]
- 23. Mai – Im Suhrkamp Verlag erscheinen unter dem Titel Die Radiofamilie die in den 1950er-Jahren von Ingeborg Bachmann verfassten Manuskripte zur Radiosoap Die Radiofamilie Floriani. Die Manuskripte wurden im Nachlass von Jörg Mauthe entdeckt.[9]
- 01. Juni – Auf Ö1 tritt ein geändertes Programmschema in Kraft. So wird am Sonntagvormittag auf den bisherigen Sendeplätzen der eingestellten Kabarettsendungen Der Guglhupf und Welt Ahoi! sowie der Literatursendung Patina ein moderiertes Magazin mit Jazz und zeitgenössischer Musik abseits der Neuen Musik ausgestrahlt. Von Dienstag bis Donnerstag gibt es ab Mitternacht unter dem Namen Nachtquartier eine Anrufersendung zu einem bestimmten Thema, die Musiksendung Spielräume erhält freitags eine mehrstündige Nachtausgabe mit Studiogästen.[10]
- 04. Juli – Das ARD-Nachtkonzert wird ab nun ausschließlich von BR-Klassik produziert. Dabei werden weiterhin Aufnahmen und Konzertmitschnitten aller deutschen Landesrundfunkanstalten sowie internationaler Orchester und Ensembles berücksichtigt.[11]
- 15. Juli – Nach einem Feuer im niederländischen UKW-Sender Lopik musste das öffentlich-rechtliche Nachrichtenprogramm Radio 1 hilfsweise auf der Mittelwelle 648 kHz vom britischen Sender Orfordness ausgestrahlt werden. Die Sendungen begannen am 4. August und endeten am 22. September 2011.[12]
- 01. August – Der Regelbetrieb von DAB+ beginnt in Deutschland. ERF Radio stellt die Verbreitung über Mittelwelle ein und ist seitdem in Deutschland nur noch per Livestream und DAB+ terrestrisch zu empfangen, außerdem über die Kabelnetze.[13]
- 01. September – ERF Radio wird in ERF Plus umbenannt. Gleichzeitig gibt es eine Programmreform, bei der der Anteil aktueller Beiträge  im Programm und Magazinformate am Nachmittag und im Abendprogramm ausgebaut wurde („Calando“, „Journal“).
- 11. September – Der langjährige und bei den Hörern beliebte hr2-Moderator Paul Bartholomäi wird mit einer Sondersendung in den Ruhestand verabschiedet.[14]
- 12. September – Auf hr2-kultur tritt eine Programmreform in Kraft, die zu geringfügigen Änderungen führt.[15]
- 04. Oktober – Die ARD-Hitnacht ersetzt den ARD-Nachtexpress und den ARD-Radiowecker als Nachtprogramm für die Genres Schlager und sonstige populäre Unterhaltungsmusik aus den 1960er- bis 1980er-Jahren.[16]
- 27. Oktober – Der Deutsche Bundestag ändert das Telekommunikationsgesetz. Dabei wird unter anderem das Abschaltdatum für den UKW-Rundfunk in Deutschland 2015 ersatzlos aufgehoben.[17]
- 29. Oktober – Die Deutsche Welle beendet die Ausstrahlung ihres deutschsprachigen Programms über Kurzwelle, Satellit und Livestream. Es gibt nur noch Angebote als Audio-on-Demand über die Website der Anstalt.[18]
- 6. November – Auf Radio Eins geht die letzte Ausgabe der von Stermann & Grissemann moderierten Comedysendung Show Royale über den Äther.[19]
- 9.–13. November – Bei den ARD-Hörspieltagen wird der Deutsche Hörspielpreis der ARD an Jan Georg Schütte für sein Hörspiel Altersglühen. Speeddating für Senioren (NDR) verliehen. Der ARD-Online-Award geht an Das Rätsel der Qualia von Sabine Worthmann (ebenfalls NDR). Als Premiere im Netz wurde Küsse, Bisse. Eine Hommage an Kleist von Anja Herrenbrück und Christian Ogrinz ausgezeichnet. Den Deutschen Kinderhörspielpreis erhielt Nina und Paul von Thilo Reffert (Regie: Judith Lorentz, Deutschlandradio Kultur). Den Kinderhörspielpreis der Stadt Karlsruhe erhielt Tante Traudels bestes Stück von Sabine Ludwig.[20]
- 31. Dezember – Mehrere Sender beenden ihre Ausstrahlung auf Mittelwelle zum Jahresende 2011: Der Evangeliums-Rundfunk stellt seine Sendungen auf 1539 kHz ein und verbreitet seine Programme nur noch über die Kabelnetze, Satellit, DAB+  und über Livestreams im Internet. Der Südwestrundfunk stellt den Betrieb des Senders Ulm-Jungingen zum 30. Dezember ein. WDR 2 beendet seine digitalen Sendungen auf 1593 kHz. Und der belgische Rundfunk VRT ist nicht mehr auf 927 kHz zu hören, nachdem schon im März 2008 der Sender auf 1512 kHz stillgelegt worden war. VRT ersetzt die Mittelwelle durch die Ausstrahlung über Satellit.[21]

## Fernsehen

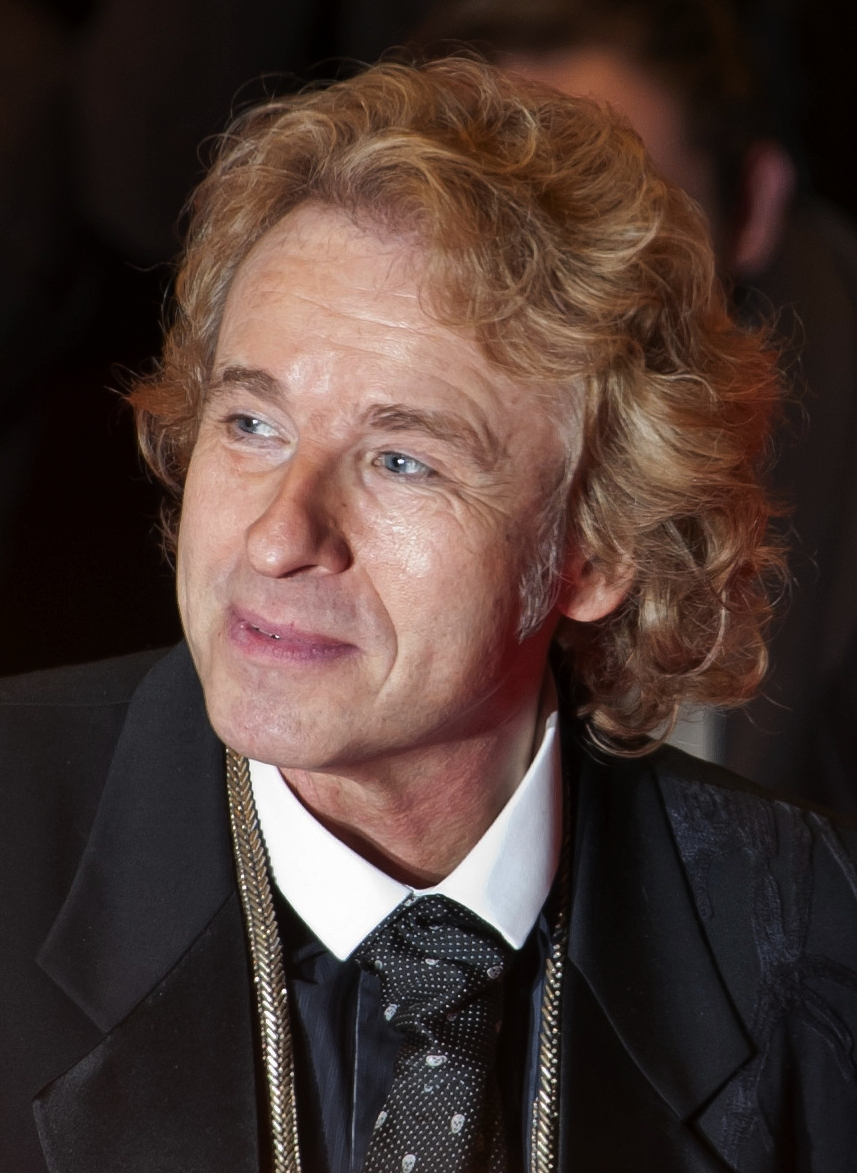
2011: Thomas Gottschalk gibt seinen Rückzug von Wetten dass...? bekannt

- 01. Januar – Start von Comedy Central Austria auf den bisherigen Frequenzen des Musiksenders VIVA Austria.
- 01. Januar – Der bisherige Discovery Healt Channel startet in den USA unter dem Namen Oprah Winfrey Network (OWN) neu. Eigentümerin und Geschäftsführerin ist die Talkshow-Moderatorin Oprah Winfrey.[22]
- 02. Januar – Die Erstausstrahlung der Hessenschau jährt sich zum 50. Mal.[23]
- 06. Januar – Auf Puls 4 beginnt die dritte Staffel von Austria’s Next Topmodel.[24]
- 08. Januar – ORF 1, der bisherige erste Fernsehkanal des Österreichischen Rundfunks, der überwiegend mit Unterhaltungsformaten und zugekauften Serien bespielt wird, erhält ein neues Erscheinungsbild und wird in ORF eins umbenannt.
- 08. Januar – Auf RTL beginnt die 8. Staffel von Deutschland sucht den Superstar.
- 12. Januar – Steffen Hallaschka übernimmt von Günther Jauch die Moderation der Sendung Stern TV.
- 11. Januar – Der türkische Sender Show TV beginnt mit der Ausstrahlung von 80 Teilen der historisch-fiktionalen Serie Muhteşem Yüzyıl („Das prächtige Jahrhundert“) die die türkisch-osmanische Geschichte des 16. Jahrhunderts und das Leben Süleyman I. behandelt. Vor allem die explizite Darstellung von Haremszenen und Intrigen sorgt in der Türkei für Aufsehen bis hin zu Demonstrationen gegen den Sender. Die Produktion erfreut sich großen Erfolges und wird von Fernsehsendern in der arabischen Welt, aber auch in Ländern Südosteuropas übernommen.
- 17. Januar – ProSieben überträgt die Verleihung der Golden Globe Awards 2011. Mit vier Auszeichnungen war David Finchers Facebook-Film The Social Network erfolgreichster Film bei der Verleihung.
- 14. Januar – Start der fünften Staffel von Ich bin ein Star – Holt mich hier raus! auf RTL.
- 31. Januar / 7. Februar und 18. Februar – Das Erste und ProSieben strahlen die Auswahlshows Unser Song für Deutschland zur Ermittlung des deutschen Teilnahmebeitrags zum 56. Eurovision Song Contest in Düsseldorf, Deutschland aus.
- 05. Februar – Das ZDF überträgt die 46. Verleihung der Goldenen Kamera. Preisträger sind unter anderem Michael J. Fox, Gloria Gaynor, Anna Loos, Ulrich Tukur, John Travolta, Bernd Eichinger (posthum), Monica Lierhaus, Eros Ramazzotti und Lena Meyer-Landrut.
- 12. Februar – In der 193. Ausgabe der Sendung kündigt Thomas Gottschalk seinen Rückzug aus der ZDF-Sendung Wetten, dass..? im Laufe des Jahres 2011 an. Damit ziehe er die Konsequenzen aus dem schweren Unfall des Wettkandidaten Samuel Koch in der Dezember-Ausgabe der Show.[25]
- 14. Februar – Wetten, dass..? feiert den 30. Jahrestag seiner Erstausstrahlung.
- 15. Februar – Das ZDF gibt bekannt, dass die Spielshow für Kinder Tabaluga tivi am 7. Mai 2011 eingestellt wird.
- 21. Februar – Mit der FM4-Moderatorin Claudia Unterweger moderiert zum ersten Mal eine Österreicherin mit afrikanischen Wurzeln eine Ausgabe der Nachrichtensendung Zeit im Bild.[26]
- 05. März – Der Musikantenstadl feiert den 30. Jahrestag seiner Erstausstrahlung. Die Jubiläumssendung, die ursprünglich für den 12. März im Ersten und ORF eins vorgesehen war, wird aufgrund der Erdbeben- und Reaktorkatastrophe in Japan von der ARD und dem ORF auf einen späteren Zeitpunkt verschoben.
- 07. März – Die Sendung mit der Maus feiert den 40. Jahrestag ihrer Erstausstrahlung.
- 07. März – Aufgrund von Drogen- und Alkoholexzessen und den daraus folgenden gesundheitlichen Problemen von Charlie Sheen, dem Hauptdarsteller der Serie Two and a Half Men gibt Warner Bros. Television die Entlassung Sheens bekannt.
- 29. März – 3sat beschließt, dass die Computersendung neues ab Juli 2011 nach fast 20 Jahren eingestellt und durch die neue Videospielsendung Pixelmacher ersetzt wird.
- 03. April – Im Ersten ist die Jubiläumssendung zum 15. Geburtstag des Tigerenten Club zu sehen.
- 07. April – Das ZDF gibt bekannt, dass die Biene Maja und Wickie und die starken Männer ab 2013 in 3D zu sehen sein werden.
- 23. April – Auf ZDFtivi ist erstmals Das Dschungelbuch in 3D zu sehen.
- 04. Mai – Das ZDF nimmt Abenteuer Wissen vorerst aus dem Programm.
- 07. Mai – ZDFtivi stellt seine drachenstarke Kinderspielshow Tabaluga tivi ein.
- 10. Mai / 12. Mai und 14. Mai – Das Erste und ProSieben strahlen die beiden Halbfinale, Das Erste strahlt das Finale des Eurovision Song Contests in Düsseldorf aus.
- 25. Mai – Nach fünfundzwanzigjähriger Laufzeit und insgesamt 4.561 Ausgaben wird die Talkshowreihe The Oprah Winfrey Show eingestellt. Die Sendung galt als eine der einflussreichsten Fernsehproduktionen in den USA.
- 02. Juni – Das Erste beginnt mit der Ausstrahlung der zweiten Staffel der vom Südwestrundfunk produzierten Familienserie Tiere bis unters Dach.
- 07. Juni – Der Bayerische Rundfunk gibt bekannt, dass die Comedysendung Kanal fatal am 22. Juli 2011 vorerst eingestellt wird, weil es mit Veronika-Marie von Quast ein neues Format geben soll.
- 15. Juni – Das Erste stellt nach 4.053 Folgen die Telenovela Marienhof vorerst ein.
- 18. Juni – Das ZDF strahlt die letzte reguläre, von Thomas Gottschalk moderierte Ausgabe der Samstagabendshow Wetten, dass..? aus.
- 25. Juni – Der Hessische Rundfunk stellt seine wöchentliche Computersendung c’t magazin.tv überraschend ein.
- 27. Juni – Die Erstausstrahlung der Krimireihe Polizeiruf 110 durch den damaligen DFF jährt sich zum 40. Mal.
- 10. Juli – 3sat stellt die Computersendung neues vorerst ein.
- 17. Juli – Auf ZDFtivi ist erstmals Meine Monster und ich in deutscher Erstausstrahlung zu sehen.
- 22. Juli – Kanal fatal wird vorerst aus Kostengründen eingestellt.
- 01. August – Der Sendestart von MTV, des ersten Musikspartenkanals der Fernsehgeschichte, jährt sich zum 30. Mal.
- 04. August – ProSiebenSat.1 Media gibt bekannt, dass 9Live am 9. August eingestellt wird.
- 19. September – In den USA startet nach erzwungenen dem Weggang von Charlie Sheen aus der Serie im Frühjahr die 9. Staffel von Two and a Half Men. Nice to Meet You, Mr. Walden Smith ist der Titel der ersten Folge, in der Ashton Kutcher in einer völlig neuen Serienrolle an der Stelle Sheens eingeführt wird.
- 26. Oktober – Anlässlich des österreichischen Nationalfeiertags nimmt der ORF zwei neue Fernsehsender in Betrieb. Der bisherigen Tourismus- und Wetterkanal TW1 wird durch den Kulturkanal ORF III und den Sportsender  ORF SPORT + ersetzt.
- 01. November – ATV2, der zweite Kanal des österreichischen Privatsenders ATV nimmt seinen regulären Betrieb auf.
- 05. November – Hape Kerkeling, der als aussichtsreichster Nachfolgekandidat von Thomas Gottschalk in der Moderation von Wetten, dass..? gehandelt wird, sagt in der Rolle der Kunstfigur Horst Schlämmer während der Livesendung ab. Damit gilt die Zukunft der Sendung nach dem Abgang Gottschalks Ende 2011 als ungewiss.[27]
- 24./25. November – ProSieben und Sat.1 beginnen mit der Erstausstrahlung der Gesangs-Castingshow The Voice of Germany.
- Dezember –  Die australische Regierung entscheidet, das Auslandsfernsehen Australia Network auf Dauer durch die öffentlich-rechtliche Rundfunkanstalt Australian Broadcasting Corporation (ABC) betreiben zu lassen. An dem vorhergehenden komplizierten und umstrittenen Bieterverfahren beteiligt sich neben der ABC auch Sky News.[28]
- 01. Dezember – Die Tagesschau bekommt ein neues Layout.
- 09. Dezember – Im Rahmen der ORF-Satireendung Dorfers Donnerstalk hält der österreichische Kabarettist Roland Düringer die sogenannte „Wutbürgerrede“, die kurz danach viral geht und weit über die Grenzen der eigentlichen Comedysendung hinaus diskutiert wird.[29]
- 23. Dezember – Im NDR ist die erste Folge der Comedyserie Der Tatortreiniger mit Bjarne Mädel zu sehen.
- 28. Dezember – Der Fernsehsender Phoenix erzielt mit einem Marktanteil von 1,1 Prozent den besten Jahreswert seit Beginn seines Bestehens. Den meisten Zuspruch bei den Zuschauern finden Beiträge zu den politischen Umwälzungen in der arabischen Welt, zur Nuklearkatastrophe von Fukushima sowie zur Finanzkrise.[30]

## Gestorben
- 02. Januar – Pete Postlethwaite, britischer Schauspieler, stirbt 64-jährig in Shrewsbury.
- 05. Januar – Assar Rönnlund, schwedischer Ski-Langläufer und Sportkommentator, stirbt 75-jährig.
- 07. Januar – Mick Werup, deutscher Schauspieler, stirbt 52-jährig in Hamburg.
- 09. Januar – Peter Yates, britischer Filmregisseur, stirbt 81-jährig in London.
- 13. Januar – Hellmut Lange, deutscher Schauspieler, stirbt 87-jährig in Berlin.
- 15. Januar – Patrick Leclercq, deutscher Fernsehjournalist und Auslandskorrespondent der ARD, stirbt 60-jährig in Kairo.
- 25. Januar – Georg Kostya, deutscher Radiomoderator, stirbt 75-jährig.
- 27. Januar – Fritz Raff, deutscher Rundfunkjournalist und ehemaliger Vorsitzender der ARD, stirbt 62-jährig in Saarbrücken.
- 29. Januar – Robert Matejka, österreichischer Hörfunkregisseur und langjähriger Mitarbeiter von RIAS und Deutschlandradio Kultur, stirbt 64-jährig.
- 05. Februar – Peggy Rea, US-amerikanische Schauspielerin, stirbt 89-jährig in Toluca Lake, Kalifornien.
- 12. Februar – Peter Alexander, österreichischer Showmaster (Peter Alexander Show, 1969–1996), Sänger und Schauspieler, stirbt 84-jährig in Wien.
- 16. Februar – Len Lesser, US-amerikanischer Schauspieler (Onkel Leo in Seinfeld, 1989–1998), stirbt 88-jährig in Burbank, Kalifornien.
- 19. Februar – Hans Junker, langjähriger Sportberichterstatter und Moderator des Schweizer Fernsehens, stirbt 65-jährig in Affoltern am Albis, Kanton Zürich.
- 20. Februar – Helmut Ringelmann, u. a. Produzent von Derrick und Der Kommissar, stirbt 84-jährig in Grünwald
- 04. April – Witta Pohl, deutsche Schauspielerin (Vera Drombusch in Diese Drombuschs), stirbt 73-jährig in Hamburg
- 03. Juni – James Arness, US-amerikanischer Schauspieler und Seriendarsteller (Marshall Matt Dilon in der CBS-Serie Rauchende Colts, 1955–1975) stirbt 88-jährig in Brentwood (Kalifornien).
- 12. Juni – Kathrin Rüegg, die Mitbegründerin und Mitmoderatorin der früheren Sendung Was die Großmutter noch wusste im SWF-/SWR-Fernsehen, stirbt im Alter von 81 Jahren in Gordola, Kanton Tessin, Schweiz.
- 20. Juni – Ryan Dunn, US-amerikanischer Schauspieler und Stuntman (Jackass, 2000–2002) stirbt 34-jährig in Pennsylvania.
- 23. Juni – Peter Falk, US-amerikanischer Schauspieler, stirbt 83-jährig in Beverly Hills. Durch die Darstellung des Polizeiinspektors Columbo (zuerst 1968–1978, bzw. in späteren Fernsehfilmen) wurde Falk zu einem der bekanntesten und beliebtesten Fernsehstars weltweit.
- 26. Juni – Reinhard Appel, deutscher Hörfunk- und Fernsehjournalist, stirbt 84-jährig. Appel war 1973–1986 Intendant des Deutschlandfunks, 1976–1988 Chefredakteur des ZDF; in den 1980er Jahren Moderator (Bürger fragen – Politiker antworten, Elefantenrunden) und Entwickler  (Heute-journal, WISO, ZDF-Morgenmagazin) von politischen Fernsehsendungen, die das Programm des ZDF bis heute prägen.
- 14. Juli – Leo Kirch, deutscher Medienunternehmer, stirbt 84-jährig in München.
- 22. August – Vicco von Bülow, deutscher Humorist, bekannt als Loriot, stirbt 87-jährig in Münsing am Starnberger See.
- 08. September – Helmut Hansen, deutscher Radiomoderator (ARD-Nachtexpress) und ehemaliger Chefsprecher des Hessischen Rundfunks, stirbt 90-jährig in Hanau.
- 25. September – Sissy Löwinger, österreichische Volksschauspielerin, stirbt 71-jährig in Altlengbach bei Wien.
- 29. Oktober – Jimmy Savile, britischer Moderator, DJ und Entertainer stirbt zwei Tage vor seinem 85. Geburtstag in seiner Geburtsstadt Leeds.
- 03. November – Günther Bahr, österreichischer Hörfunkmoderator (Autofahrer unterwegs), stirbt 67-jährig in Wien.
- 05. November – Paul Schulmeister, österreichischer Fernsehjournalist, stirbt 69-jährig in Wien.
- 19. Dezember – Erwin Wirschaz, deutscher Schauspieler und Hörspielsprecher stirbt 88-jährig.
- 28. Dezember – Charlotte Kerr, deutsche Schauspielerin (Raumpatrouille, 1966) und Regisseurin, stirbt 84-jährig in Bern.